# Franca da Vitalta
Franca da Vitalta, nota anche come Franca di Piacenza (Piacenza, 1175 – Pittolo, 25 aprile 1218), è stata una religiosa italiana, badessa del monastero benedettino di San Sisto e poi di quelli cistercensi di Santa Maria di Montelana e di Santa Maria del Terzo Passo.
Secondo Pietro Maria Campi, fu proclamata santa da papa Gregorio X nel 1273.

## Biografia
Di nobile famiglia piacentina, nel 1182 entrò nel monastero benedettino di San Siro e, compiuti i quattordici anni, emise la professione religiosa. Nel 1199, alla morte della badessa Brizia, il capitolo di San Sisto elesse a succederle proprio Franca.
Nel 1210 o nel 1212 conobbe Carenzia Visconti e le consigliò di abbracciare la vita religiosa nel monastero cistercense di Rapallo, una delle prime case del ramo femminile di quell'ordine in Italia. Grazie al sostegno economico dei famigliari di Carenzia, verso il 1214 fu fondato il monastero di Santa Maria di Montelana, presso Morfasso, e Franca ne fu la prima badessa (anche se, almeno fino al 1216, continuò a risiedere anche in San Sisto).
La giovane comunità cistercense di Santa Maria di Montelana si trasferì presto in altre sedi, fino a stabilirsi definitivamente nel 1218 in Santa Maria del Terzo Passo, presso Pittolo, dove Franca si spense poco dopo.

## Culto
Secondo la tradizione, Franca fu proclamata santa vivae vocis oraculo da papa Gregorio X nel settembre 1273, mentre era in viaggio per Lione, ma non si conserva alcuna bolla di canonizzazione.
Il suo corpo, dopo varie traslazioni, è sepolto nella chiesa del monastero benedettino di San Raimondo a Piacenza.
Il suo elogio si legge nel Martirologio romano al 25 aprile.
(Martirologio Romano)